# Hatta (Balaghat)
Hatta és un poble de l'Índia, a Madhya Pradesh, districte de Balaghat, a uns 30 km de Balaghat (ciutat). Segons el cens de 2011 té 5.259 habitants.
Fou el centre d'un notable estat zamindari un dels més poderosos de la regió. A Hatta hi ha un bawali (un fort de fusta per protecció principalment de feres salvatges) i un antic temple; el bawali fou construït pel rei gond de Deogarh al segle XVII; la cambra de bany del bawali era per al rei i la reina.